# Mohammed Al-Ghassani
Mohammed Al-Ghassani (en árabe: محمد صالح عبدالله الغساني‎; Suwaiq, Omán; 1 de abril de 1985) es un futbolista de Omán que juega en la posición de delantero y que actualmente milita en el Sur Club de la Liga Profesional de Omán.

## Carrera

### Club
| Periodo   | Club           | Goles |
| --------- | -------------- | ----- |
| 2005–2008 | Al-Suwaiq      | 0     |
| 2008–2009 | Al-Nahda Club  | 0     |
| 2009–2011 | Saham Club     | 0     |
| 2011–2012 | Al-Musannah SC | 7     |
| 2012–2014 | Al-Suwaiq      | 21    |
| 2014–2015 | Al-Shabab SC   | 8     |
| 2015–2016 | Al-Musannah SC | 4     |
| 2016–2019 | Saham Club     | 44    |
| 2019–2020 | Al-Seeb Club   | 4     |
| 2020–2021 | Saham Club     | 4     |
| 2021–2022 | Al-Suwaiq      | 0     |
| 2022-     | Sur Club       | 1     |

### Selección nacional
Jugó para Omán en 23 ocasiones de 2007 a 2019 y anotó cinco goles; participó en dos ediciones de la Copa Asiática.

## Logros
- Liga Profesional de Omán (4): 2008-09, 2012-13, 2014-15, 2019-20
- Copa del Sultán Qabus (2): 2008, 2009
- Supercopa de Omán (3): 2009, 2016, 2020

## Estadísticas

### Goles con selección nacional
| Gol | Fecha      | Sede                                        | Rival        | Marcador | Resultado | Torneo                                               |
| --- | ---------- | ------------------------------------------- | ------------ | -------- | --------- | ---------------------------------------------------- |
| 1.  | 23-1-2012  | Al-Seeb Stadium, Seeb, Omán                 | India        | 1–0      | 5–1       | Amistoso                                             |
| 2.  | 17-11-2015 | Köpetdag Stadium, Asjabad, Turkmenistán     | Turkmenistán | 1–2      | 1–2       | Clasificación para la Copa Mundial de Fútbol de 2018 |
| 3.  | 13-12-2018 | Sultan Qaboos Sports Complex, Mascate, Omán | Tayikistán   | 1–0      | 2–1       | Amistoso                                             |
| 4.  | 10-9-2019  | Sultan Qaboos Sports Complex, Mascate, Omán | Líbano       | 1–0      | 1–0       | Amistoso                                             |
| 5.  | 26-9-2021  | Qatar University Stadium, Doha, Catar       | Nepal        | 4–1      | 7–2       | Amistoso                                             |